# Запорожье (Кировоградская область)
Запорожье (укр. Запоріжжя) — село в Приютовской поселковой общине Александрийского района Кировоградской области Украины.
Население по переписи 2001 года составляло 136 человек. Почтовый индекс — 28032. Телефонный код — 5235. Код КОАТУУ — 3520384602.